# F-15 S/MTD試驗機
F-15 S/MTD麥道公司F-15短場起降高機動性實驗機（S/MTD, Short Takeoff and Landing/Maneuver Technology Demonstrator）為F-15鷹式的衍生機種。開發為實驗機種，F-15 S/MTD擁有向量推力和改進的機動性。這架飛機為航太總署從美國空軍租得的機身，型號TF-15A（F-15B），是第一架麥道製造的雙座位版F-15及第6架從生產線出廠的F-15。
同架機身在1993-1999年時被改裝成F-15 ACTIVE，1999年後更增加了先進飛航操控系統。

## 規格

### F-15 STOL/MTD

#### 基本資料
- 駕駛員：2人

- 長度：19.7公尺

- 翼展：13公尺

- 高度：5.64公尺

- 翼面積：58.2平方公尺

- 空重：12232公斤

- 滿載重量：20159公斤

- 最大起飛重量：31930公斤

- 引擎：2×普惠 F-100-PW-200渦輪風扇引擎，並具有普惠20度二維向量推進噴嘴，可反轉推力。

- 單具引擎最大推力：14360磅(63.88千牛頓)

- 單具引擎開後燃器最大推力：23780磅(105.78千牛頓)

#### 性能
- 極速：高度11480公尺處-2.1馬赫

- 作戰範圍：4405公里(2737英里)

- 最大升限：17750公尺

### F-15 ACTIVE

#### 基本資料
- 駕駛員：2人

- 酬載：7112公斤

- 長度：19.42公尺(含前方測速管)

- 翼展：13公尺

- 高度：5.64公尺

- 翼面積：56.5平方公尺

- 空重：15876公斤

- 滿載重量：21319公斤

- 引擎：2×普惠 F-100-PW-229渦輪風扇引擎，並具有普惠P/YBBN 20度三維向量推進噴嘴。

- 單具引擎最大推力：17800磅(79千牛頓)

- 單具引擎開後燃器最大推力：29000磅(129千牛頓)

- 油箱容量：11520磅(5225公斤，約1700加侖)

- 垂直尾翼翼展：8.6公尺

- 前置翼翼展：7.8公尺

#### 性能
- 極速：2.5馬赫
- 最大升限：18288公尺(60000英呎)

## 相關資料
相關的機型
F-15 -
X-29
設計序號
F-11 -
YF-12 -
F-14 -
F-15 -
F-15 S/MTD -
F-15 ACTIVE -
F-16 -
YF-17 -
F/A-18